# Vorderfreundorf
Vorderfreundorf ist ein Gemeindeteil der Gemeinde Grainet im niederbayerischen Landkreis Freyung-Grafenau. Bis 1971 bildete es eine selbstständige Gemeinde.

## Lage
Das Dorf liegt im Bayerischen Wald etwa drei Kilometer südöstlich von Grainet an der Staatsstraße 2630.

## Geschichte
In einer Urkunde aus dem Jahre 1486 wird der Ort erstmals in Zusammenhang mit Streitigkeiten mit der älteren Siedlung Exenbach um Wiesenwässerung und Weidebenutzung erwähnt. Aus der Urkunde kann entnommen werden, dass die Landwirtschaft die Lebensgrundlage für die junge Siedlung Freindorf war und dass man sich zu Anbeginn auf Weidewirtschaft eingestellt hatte.
Bis zur böhmischen Grenze im Norden und der rannariedlisch-österreichischen Grenze im Osten reichte damals das Wald- und Weideland der viehreichen Freindorfer Bauern. Schon zu Anfang des 16. Jahrhunderts besaßen sie das Weiderecht auf der „großen Haid“ an der böhmischen Grenze. Heute steht auf diesem jahrhundertelang umstrittenen Stück Grenzland am Moldau–Altwasser der Ort Haidmühle. Um 1550 zählte Vorderfreundorf 14 Häuser.
Besondere Bedeutung erlangte in den ersten Jahren des Dreißigjährigen Krieges Vorderfreundorf durch seine Lage am Haidweg, weil es mehrmals größere Truppenabteilungen beherbergen musste. Die Einwohner wurden verpflichtet, Wälder und Wege zu befestigen, zu „verhauen“. Sie mussten Schanzarbeiten verrichten und Vorspanndienste leisten. Fürstbischof Leopold I. gab am 20. Mai 1619 die Anweisung, die „große Schanze“ in Gschwendet zu erbauen. Dieser Zweckbau, der heute noch zu sehen ist, wurde zum großen Teil von den Einwohnern der Dörfer Vorderfreundorf, Fürholz und Grainet gebaut.
In Vorderfreundorf wurden unter anderem 1620 als Grenzschutz wallonische Truppen einquartiert, die so übel hausten, dass am 20. März 1620 der Passauer Hofrat den Befehlshaber um Mäßigung anging, „damit die armen Untertanen nicht ganz von Haus und Hof vertrieben würden“. Im gleichen Jahr aber ist Vorderfreundorf abgebrannt. Am 17. März 1623 verfügte der Hofrat zu Passau, dass die Fürholzer Abbrändler ein für allemal 400 Gulden, die Vorderfreundorfer Abbrändler jeder 20 Gulden erhalten und das Bauholz angefahren werden soll.
Die 1818 durch das zweite Gemeindeedikt gebildete Gemeinde Vorderfreundorf ging, wesentlich verkleinert, aus dem gleichnamigen Steuerdistrikt hervor. Sie gehörte zunächst zum Landgericht Wolfstein, ab 1862 zum neu gebildeten Landgericht Waldkirchen, ab demselben Jahr mit der Trennung von Justiz und Verwaltung zum neu geschaffenen Bezirksamt Wolfstein, aus dem 1939 der Landkreis Wolfstein wurde. Die Gemeinde Vorderfreundorf umfasste zunächst nur die Ortschaften Gschwendet und Vorderfreundorf, 1868 kamen die neuen Siedlungen Reut und Sommerau dazu.
Im Jahre 1852 zählte man in Vorderfreundorf 23 Häuser mit 273 Einwohnern, im Jahre 1900 280 Einwohner und im Jahre 1967 361 Einwohner und 73 Häuser. Seit 1840 hatte die Gemeinde Vorderfreundorf eine Größe von 746 ha. Wenn das Wappen der Gemeinde Vorderfreundorf einen Trifthaken und ein Schälmesser zeigte, so hängt dies mit der Holztrift zusammen, die sich zu Beginn des 19. Jahrhunderts entwickelte. Mit Beginn des Triftwesens fanden die Freindorfer Männer, die auch die Waldarbeit beherrschten, eine Beschäftigung am nahe gelegenen Osterbach.
Am 15. Oktober 1968 wurden die Gemeindeteilnamen Reut und Sommerau wieder aufgehoben. Im Zuge der Gebietsreform in Bayern wurde die Gemeinde Vorderfreundorf mit Wirkung vom 1. April 1971 aufgelöst und in die Gemeinde Grainet eingegliedert. 1987 hatte Vorderfreundorf 410 Einwohner.

## Wappen
| Wappen von Vorderfreundorf | Blasonierung: „Oben ein schwarzer Birkhahn auf weißem Grund, unten gekreuzt in Gold ein Trifthaken und ein Schälmesser auf grünem Grund.“ |
| Wappen von Vorderfreundorf | Wappenbegründung: Der Birkhahn weist auf die reichen Jagdgründe hin, Trifthaken und Schälmesser, einen sogenannten Scheppser, benötigten die Männer von Vorderfreundorf für die Holztrift auf dem Osterbach, die vor allem im 19. Jahrhundert Arbeit und Brot brachte. |

## Sehenswürdigkeiten
- Marienkapelle. Nach Abriss einer alten, kleinen  Kapelle in der Ortsmitte wurde 1960 der Neubau am Ortsrand mit angegliedertem Leichenhaus errichtet. Er enthält die Ausstattung der alten Kapelle.
- In die Liste der Baudenkmäler in Vorderfreundorf sind vier Objekte des 18. und 19. Jahrhunderts eingetragen.

## Vereine
- Freiwillige Feuerwehr Vorderfreundorf
- FC Vorderfreundorf